# Ænima
Ænima är det andra fullängdsalbumet av det amerikanska rockbandet Tool. Albumet utgavs på vinyl den 17 september 1996 och på CD den 1 oktober 1996.
Fram till juli 2010 hade Ænima sålts i 3 429 000 exemplar i USA.

## Låtlista[3]
Alla låtar skrivna av Maynard James Keenan, Adam Jones, Justin Chancellor och Danny Carey, förutom där annat anges.
1. "Stinkfist" (Keenan, Jones, Carey, Paul D'Amour) – 5:09
2. "Eulogy" (Keenan, Jones, Carey, D'Amour) – 8:25
3. "H." (Keenan, Jones, Carey, D'Amour) – 6:07
4. "Useful Idiot" – 0:38
5. "Forty Six & 2" – 6:02
6. "Message to Harry Manback" – 1:53
7. "Hooker with a Penis" – 4:31
8. "Intermission" – 0:56
9. "Jimmy" – 5:22
10. "Die Eier von Satan" – 2:16
11. "Pushit" (Keenan, Jones, Carey, D'Amour) – 9:55
12. "Cesaro Summability" – 1:26
13. "Ænema" (Keenan, Jones, Carey, D'Amour) – 6:37
14. "(-) Ions" – 3:58
15. "Third Eye" (Tool, Bill Hicks) – 13:47

## Medverkande
Musiker (Tool-medlemmar)
- Maynard James Keenan – sång
- Adam Jones – gitarr
- Justin Chancellor – basgitarr
- Danny Carey – trummor, percussion, sampling

Bidragande musiker
- Marko Fox – sång (på "Die Eier von Satan")
- Eban Schletter – orgel (på "Intermission")
- Chris Pitman – synthesizer (på "Third Eye")
- Bill Hicks – sampling (på "Third Eye")
- David Bottrill – keyboard
- Jeremy Glasgow – percussion

Produktion
- David Bottrill – producent, ljudtekniker, ljudmix
- Tool – producent, omslagskonst
- Concetta Halstead, Kevin Willis – omslagsdesign, omslagskonst
- Cam de Leon, Karen Mason, Joel Larson, Keith Willis – omslagskonst
- Fabrico DiSanto, Jeff Novack – foto
- Billy Howerdel – gitarr-tekniker, Pro Tools-tekniker